# Пфайль, Генрих
Генрих Пфайль (нем. Heinrich Pfeil; 18 декабря 1835, Лейпциг — 17 апреля 1899, там же) — германский композитор, музыковед, редактор, научный музыкальный писатель.
Родился в семье книгопечатника и книготорговца. Окончил лейпцигскую гимназию, где получил также и начальное музыкальное образование. После окончания обучения стал помощником своего отца в книготорговом деле, работал редактором в газете «Leipziger Stadt- und Dorfanzeiger», в 1884—1889 гг. её главный редактор. Одновременно в 1862—1887 гг. возглавлял посвящённый хоровой музыке журнал «Sängerhalle». С 1890 по 1896 год жил в Глаухау, руководя городской газетой. Затем вернулся в родной Лейпциг, где прожил до конца жизни.
Занимался изучением хоровой музыки и активным сбором народных песен, а также организацией музыкальной самодеятельности. Был известен как автор популярных в конце XIX века песен. Опубликовал ряд хоровых и песенных сборников, незатейливых книг по истории музыки: «Aus deutschen Sängerherzen», «Aus meiner Liedermappe», «Der Frühling eines Buchhändlers», «Kleine Musikanten-Geschichten», «Brautlieder», «Dur und Moll», «Mariengarn», «Neue u. alte Musikgeschichten», «Auf Wegen und Stegen».
Имя Пфайля с 1929 г. носит улица (нем. Pfeilstraße) в Лейпциге.